# Liste des ambassadeurs guinéens
Pour un article plus général, voir Représentations diplomatiques de la Guinée.
La liste qui suit a été mise à jour le 13 février 2022.
Cette liste comporte tous les 36 ambassadeurs en fonction à la tête d’une ambassade de la Guinée, et pas seulement les diplomates ayant le titre d'« ambassadeurs de la Guinée ».
La deuxième liste comprend les ambassadeurs de la Guinée auprès d’organisations internationales.

## Liste
| N° | Pays               | Ambassade                                      | Ambassadeur                    | Date de nomination |       |
| -- | ------------------ | ---------------------------------------------- | ------------------------------ | ------------------ | ----- |
| 1  | Liberia            | Monrovia                                       | El hadj Abdoulaye Doré         | 3 février 2022     |       |
| 2  | Côte d'Ivoire      | Abidjan                                        | Abdourahamane Sinkoun Camara   | 3 février 2022     |       |
| 3  | Maroc              | Rabat                                          | Aboubacar John                 | 3 février 2022     |       |
| 4  | Cuba               | La Havane                                      | Aboubacar Sidiki Camara        |                    |       |
| 5  | Royaume-Uni        | Londres (Grande Bretagne et d’Irlande du Nord) | Aly Diallo                     | 23 janvier 2023    |       |
| 6  | Algérie            | Alger                                          | Alhassane Barry                |                    |       |
| 7  | France             | Paris                                          | Senkoun Sylla                  | 23 janvier 2023    |       |
| 8  | Sénégal            | Dakar                                          | Aminata Kobolé Kéita           |                    |       |
| 9  | Turquie            | Ankara                                         | Général 2è section Oumar Kandé | 23 janvier 2023    |       |
| 10 | Iran               | Téhéran                                        | Bangaly Diakhaby               |                    |       |
| 11 | Angola             | Luanda                                         | Edouard Théa                   |                    |       |
| 12 | Inde               | New Delhi                                      | Fatoumata Baldé                |                    |       |
| 13 | Mali               | Bamako                                         | Fodé Keita                     |                    |       |
| 14 | Éthiopie           | Addis-Abeba                                    | Gaoussou Touré                 |                    |       |
| 15 | Afrique du Sud     | Pretoria                                       | Hawa Diakité                   |                    |       |
| 16 | Brésil             | Brasilia                                       | Kabinet Condé                  |                    |       |
| 17 | États-Unis         | New york                                       | Kerfalla Yansané               |                    |       |
| 18 | Qatar              | Doha                                           | Lancinè Ami Touré              |                    |       |
| 19 | Russie             | Moscou                                         | Madjou Kaké                    |                    |       |
| 20 | Malaisie           | Kuala Lumpur                                   | Mohamed Lamine Condé           |                    |       |
| 21 | Italie             | Rome                                           | Mohamed Chérif Diallo          |                    |       |
| 22 | Arabie saoudite    | Riyad                                          | Mohamed Chérif Nabaniou        |                    |       |
| 23 | Ghana              | Accra                                          | Olga Siradin                   |                    |       |
| 24 | Guinée-Bissau      | Bissau                                         | Ousmane Camara                 |                    |       |
| 25 | Chine              | Pékin                                          | Saramady Touré                 |                    |       |
| 26 | Guinée équatoriale | Malabo                                         | Saïkhou Até Doumbouya          |                    |       |
| 27 | Japon              | Tokyo                                          | Sinkoun Cissoko                |                    |       |
| 28 | Allemagne          | Berlin                                         | Siradiou Diallo                |                    |       |
| 29 | Égypte             | Le Caire                                       | Soriba Camara                  |                    |       |
| 30 | Espagne            | Madrid                                         | Thierno Ousmane Diallo         |                    |       |
| 31 | Sierra Leone       | Freetown                                       | Tidiane Condé                  |                    |       |
| 32 | Suisse             | Généve                                         | Arafan Kaba                    |                    |       |
| 33 | Nigeria            | Abudja                                         | Siaka Cissoko                  |                    | [ 3 ] |
| 34 | Koweït             | Koweït                                         | Mamady Traoré                  |                    |       |

| Organisations                                           | Ambassade                               | Ambassadeur    | Date de nomination |  |
| ------------------------------------------------------- | --------------------------------------- | -------------- | ------------------ |  |
| Communauté économique des États de l'Afrique de l'Ouest | Abudja                                  | Siaka Cissoko  |                    |  |
| Union africaine                                         | Addis-Abeba                             | Gaoussou Touré |                    |  |
| Nations unies                                           | New-York                                | Aly Diané      |                    |  |
| Union européenne                                        | Union Européenne et les pays du Benelux | Ousmane Sylla  |                    |  |